# رايموند سالفاتوري هارمون
رايموند سالفاتوري هارمون (بالإنجليزية: Raymond Salvatore Harmon)‏ هو منتج أسطوانات وفنان وملحن أمريكي، ولد في 7 أبريل 1974.

## وصلات خارجية
- الموقع الرسمي
- رايموند سالفاتوري هارمون على موقع IMDb (الإنجليزية)